# تراث كردفان
كردفان غنية بإرثها الثقافي نسبةً لوجود العديد من القبائل منها الرعوية المتنقلة ومنها العامله بالزراعة والمستقرة. وطبيعة المنطقة وحياة البداوة أوجدت مساحة لتشكيل نماذج ثقافية متنوعة.وفريده

## الجرارى
الجرارى نوع من الغناء والرقص يقدم بدون مصاحبة الآلة الموسيقية نجده منتشراً في شمال وغرب كردفان، وشمال دارفور، والقبائل التي تؤدي الجرارى في إقليم كردفان هي: الكبابيش، دار حامد، الشنابلة، الكواهلة، وحمر، وغيرهم، وتعتبر رقصة الجرارى الرقصة الأولى عند رعاة الإبل في كردفان ودارفور.
ولعل أول أغنية جراري عرفت على نطاق واسع من خلال الإذاعة السودانية هي أغنية \«الليلة والليلة دار أم بادر يا حليلة – بريد زولي\». وكانت المطربة أم بلينا السنوسي أول من شدا بها عبر برنامج ربوع السودان

### التويا
التويا نوع من الغناء والرقص تمارسه بعض القبائل من رعاة الإبل في شمال كردفان، ومنها قبائل الكبابيش، دار حامد، الكواهلة، الشنابلة، وحمر والهواوير فرع من هوارة.
غناء التويا يؤدية الرجال فقط، حيث يقوم المغنى الرئيسى بأداء الدور الأساسي المتمثل في أداء المقاطع الرئيسية للأغنية، ويقوم الكورس بأداء مطلع الأغنية، والذي يتكرر ما بين أبيات القصيدة.
" غالباً ما تؤلف التويا من جملتين أو عبارتين موسيقيتين في صورة دائرية اللحن تعطيه الاستمرارية بعرض كلمات جديدة، يكسر بها المؤدي رتابة اللحن.

## المردوم
البقارة بجنوب غرب كردفان اشتهروا بايقاع المردوم وهو ايقاع ينتج عند ضرب الارجل بالارض بطريقة منتظمة ومرتبة مع الرقص يخرج في صوت ايقاعي موسيقي والمردوع نوع من الرقيص له علاقه بايقاع المردوم. ونمثل له بأغاني عبد القادر سالم. مثل أغنية الله الليموني، واللوري حل بي، وغيرها. ويمتاز المردوم بخلاف الجراري بسرعة الإيقاع وقوته. ولعل اختلاف البيئة وتباين طبائع الأنعام التي يرعاها كل طرف لها دور في ذلك. فالمعروف أن البقارة يرعون البقر ويركبون التور والخيل. كلام البقارة سريع وقوي. أما كلام الأبالة في الشمال لين وبه جرجرة وتطويل للنغم وانعكس كل ذلك على إيقاع الجراري.

### الدوبيت
نجد أن رعاة الإبل في شمال كردفان يهتمون بالقول، والذي يسمونه النم أو الدوبيت أو الحردلو ويكون الأداء فيه في شكل إلقاء منغم والذي هو نوع من الأداء الغنائي الذي يميل إلى الإلقاء، ونجد ذلك عند قبائل الكبابيش، دار حامد، الكواهلة، الحمر، الهواوير.
عن الدوبيت «هناك من يرى أنه وفد إلى السودان من القبائل العربية التي دخلت إلى السودان عن طريق الحبشة وباب المندب وشاطئ البحر الأحمر المقابل للجزيرة العربية، والدوبيت يشبه إلى حد كبير الموال، فهو غناء حر لا يتقيد بوزن إيقاعي، غير أن الدوبيت السوداني يختلف عن الموال فقط في طريقة التنغيم، إذ أنه يغنى على أغاني خماسية محددة، كما يؤكد ذلك دوبيت وسط السودان». وكلمة دوبيت تعنى وحدة مؤلفة من بيتين من الشعر وهي بذلك تضم أربعة أشطر من الشعر الموزون المتحد القافية، ويطلق في مصر اسم الموال الرباعي على ذلك النوع من الدوبيت. بجانب أداء الدوبيت الفردي نجد الدوبيت من أداء شخصين، حيث يردد الأول ويصمت الثاني، وهكذا بالتبادل، وهذا يسمونه (مجادعة بالدوبيت).

### الهسيس
الهسيس نوع من الغناء عند قبائل الكبابيش، دار حامد، الكواهلة، الشنابلة، وحمر.
غناء الهسيس شبيه بغناء وكرير الجرارى، إلا أن الهسيس أسرع في إيقاعه، عند أداء الغناء والرقص والكرير، ويبنى بيت الهسيس في الغالب إلى ثلاث شطرات، في حين أن بيت الجرارى يبنى في أربع شطرات،
تغني الفتيات أغاني الهسيس بجانب الرقص والتصفيق، ويقوم الرجال بالرقص والضرب على الأرض بالأرجل، ورقص الفتيات في حلقة الهسيس يماثل حركة مشي الأبل.
تقدم أغاني الهسيس في مناسبات الزواج والختان، وتتناول الفخر، الغزل ومختلف المواضيع في المجتمع.
"قديما كان يصاحب أغاني الهسيس (البطان)، حيث يتعرض الشبان لعملية الجلد من قبل العريس وأصدقائه، وهي عادة قديمة، لعلها انتقلت إلى تلك الديار من وسط وشمال السودان، وقد اندثر البطان الآن في منطقة الهسيس في شمال وغرب كردفان. 